# Aasiaat Kommune
Aasiaat Kommune (dansk: Egedesminde kommune), var opkaldt efter hovedbyen Aasiaat og var Grønlands mindste kommune med 400 km² landareal beliggende i det sydvestlige hjørne ved mundingen af Diskobugten i Vestgrønland. Kommunen blev oprettet 1953 og nedlagt 2009 for at blive en del af den nye Qaasuitsup Kommune (2009) og senere Qeqertalik Kommune (2018). Det kommunale område fungerer stadig som præstegæld. 
Også de tidligere kommuner Ilulissat, Kangaatsiag, og Qasiagiannguit lå ved bugten, og Aasiaat var den næst sydligste. Det var Grønlands mindste kommune med et samlet areal på ca. 4.000 km², men langt det meste af den tidligere kommunes areal er hav, ca. 3.600 km², mens kun det resterende areal på 400 km² er isfrit landområde. I kommunen boede der 3.310 indbyggere (1. januar 2005). Af disse boede de 3.100 i kommunens hovedby Aasiaat, Grønlands fjerdestørste by, lokaliseret på 68,42°N og 52,44°V.
Ud over hovedbyen Aasiaat var der i kommunen to bygder: Akunnaaq på en af øerne ud til Diskobugten, og på en ø i Diskobugten Kitsissuarsuit (dansk: Hunde Ejland), ca. 15-20 km fra kysten. 1. januar 2005 var antallet af indbyggere i Akunnaaq 101 og i Kitsissuarsuit 109 – et folketal, der for begge bygder stort set har været i langsom tilbagegang på grund af fraflytning siden 2. verdenskrig. I 1970 var antallet af indbyggere i Akunnaaq 217 og i Kitsissuarsuit 140.
Området, som omfattede den tidligere kommune, er fladt med et stort antal øer i et yderst smukt skærgårdsområde, der lokalt kaldes ”de tusinde øers land” – en skærgårdskyst, der har udpræget kystklima, som er betydeligt fugtigere og mere barskt end i byerne længere inde i Diskobugten. Den gennemsnitlige årlige nedbør var således 304 mm i perioden 1961-1990 mod 266 mm i Ilulissat, der ligger i bunden af Diskobugten.
Det højeste punkt i den tidligere kommune er 301 meter og ligger på øen Kannala, der er ca. 11 km lang og 6 km bred. Den største ø er Saqqarleq, der er ca. 44 km lang og 3-5 km bred, hvor det højeste punkt er 245 m.
Månedsmiddeltemperaturen var i 2003 -11,8 °C i februar og 9,3 °C i juli. Kommunen kan normalt besejles fra april til december. Der er polarmørke fra 1. december, hvor solens forsvinder under horisonten til 12. januar, hvor solen viser sig igen. Til gengæld er der midnatssol fra 27. maj til 18. juli, hvor solen ikke forsvinder under horisonten.

## Næringsveje
Fiskeri er den vigtigste næringsvej i denne region; særligt rejer, krabber, hvaler og sæler. Bådebyggeri og turisme er andre større erhvervsgrene. Populære aktiviteter er hvalsafari, kajakpadling, skiløb, snescooterkørsel og hundeslædekørsel.

## Uddannelse
Aasiaat havde flere skoler; 
- Gammeqarfik – børneskole, 1. – 10. klasse
- GU Aasiaat – erhvervsskole
- Ado Lyngep Atuarfia – kostskole for lettere psykisk udviklingshæmmede og sent udviklede barn og unge
- Aasiaat Musikskole – musikskole
- Piareersarfik
- STI-skolen

## Aasiaat Lufthavn
Aasiaat Lufthavn ligger mellem Aasiaat og Akunnaaq, 5-6 km fra Aasiaat. Den blev indviet oktober 1998, samme år som Sisimiut Lufthavn og bruges af Air Greenland (som tidligere hed Grønlandsfly AS), Air Alpha og Cessna Caravan som fragter post for Tele Greenland. Denne lufthavnen er et af mange resultater af at Landstinget i 1995 vedtog Lov om anlæg af flyvepladser. 

## Venskabsbyer
- Kuujjuaq, Canada
- Selfoss, Island
- Svendborg, Danmark

## Byer og bygder i Aasiaat Kommune
- Aasiaat (dansk: Egedesminde)
- Kitsissuarsuit (dansk: Hunde Ejlande)
- Akunnaaq

68°42′59″N 52°52′59″V / 68.71639°N 52.88311°V